# Jean-Marie Seca
 (octobre 2009).
Si vous disposez d'ouvrages ou d'articles de référence ou si vous connaissez des sites web de qualité traitant du thème abordé ici, merci de compléter l'article en donnant les références utiles à sa vérifiabilité et en les liant à la section « Notes et références ».
Jean-Marie Seca, né le 25 mars 1958 en Lorraine, dans la vallée industrielle de la Fensch, exerce en tant que professeur de sociologie à l'université  de Lorraine, au Laboratoire Lorrain de Sciences Sociales.  

## Biographie
Après avoir obtenu une maîtrise de sociologie du travail à l'université de Nancy-2, Jean-Marie Seca s'inscrit en doctorat à l'université de Paris-X. Il y soutient une thèse, en 1987, sous la direction de Serge Moscovici. Après avoir été maître de conférences à l'université de Reims et à l'université de Versailles-Saint-Quentin, il est depuis 2010 professeur de sociologie à l'université de Lorraine où il donne, entre autres, des cours de socio-anthropologie des risques, de psycho-sociologie des représentations ou encore d'anthropologie des musiques populaires . Depuis 2008, il est titulaire d'une Habilitation à diriger des recherches en sociologie.  
Jean-Marie Seca fait figure de fondateur de la psychosociologie des musiques populaires et de pionnier concernant les travaux d'anthropologie du rock, en France étant donné qu'il n'y avait pas eu, avant 1987, de recherche de type monographique sur les groupes de rock. Il propose de décrire les enjeux, en ce qui a trait à la reconnaissance sociale, aux conduites de création musicale dans le rock, le rap et la techno. Il étudie les tensions psychiques des créateurs rock et underground qui tentent d'affirmer une authenticité dans un rapport de rivalité mimétique avec leurs modèles (vedettes) enviés/détestés. La théorisation de ce paradoxe, impliquant de la dissonance cognitive et une recherche de transe, est au centre de son premier travail de publication (en 1988, Vocations rock, Paris, Klincksieck). Jean-Marie SECA ne s'intéresse pas spécialement à l'histoire des vedettes ou à l'aspect journalistique des musiques populaires. Il est préoccupé par la figure de l'amateur. Il ne cherche pas à en faire l'apologie. Il analyse le sens de cette rage expressive diffusée dans toutes les strates des sociétés postmodernes.
La tension et la socialisation associées à l'entreprise créative de ces musiciens, généralement débutants, sont synthétisées par le terme état acide. Cette notion métaphorique résume l'ambivalence de la recherche d'un autre état de l'identité chez les créateurs ("devenir quelqu'un?"/"devenir ce que l'on est?"), une difficulté à formuler une devise originale qui représente la richesse intérieure de l'artiste et les conséquences psychosociales de l'obsession de se faire reconnaître ou de se mesurer aux groupes plus reconnus. On observe, notamment, des réactions de mise hors de comparaison des jeunes postadolescents musiciens ou adeptes (on n'est pas comme tout le monde, nous exprimons une émotion particulière, un feeling, un vibe, etc.) qui renvoie à une sociologie de l'éducation populaire (faire par soi-même: do it yourself) et à une idéologie narcissique en phase avec le capitalisme et les formes publicitaires de l'identification à un soi rêvé. On est, ici, dans le droit fil des travaux de Richard Sennett ou de Christopher Lasch. La théorie des minorités actives de Serge Moscovici, la philosophie du langage (Dany-Robert Dufour) et la psychologie des foules (Gustave Le Bon, Gabriel Tarde, Elias Canetti) sont trois grilles d'analyse mobilisées aussi par Seca pour décrire cette idéologie/utopie de l'authenticité.
Seca a publié deux autres ouvrages sur les musiques populaires (en 2001: Les Musiciens underground, Paris, PUF; puis, en 2007: (livre collectif sous sa direction), Musiques populaires underground et représentations du politique, Cortil-Wodon, InterCommunications). Par ailleurs, il poursuit des recherches sur les représentations sociales (2005, Les Représentations sociales, Paris, Armand Colin). Depuis le 1er septembre 2010, il est membre du Laboratoire Lorrain de Sciences Sociales. Depuis 2011, il s'oriente dans deux directions complémentaires de recherche : la sociologie de la colère (à partir des travaux de Peter Sloterdijk) et la socio-anthropologie des risques (catastrophe, risque).